# Верхня Горка
Верхня Го́рка (рос. Верхняя Горка) — присілок у складі Нюксенського району Вологодської області, Росія. Входить до складу Городищенського сільського поселення.

## Населення
Населення — 37 осіб (2010; 37 у 2002).
Національний склад (станом на 2002 рік):
- росіяни — 100 %